# Uwe Kuhl (Fußballspieler, 1961)
Uwe Kuhl (* 24. August 1961) ist ein ehemaliger deutscher Fußballspieler. Aktuell ist er bei seinem ehemaligen Verein SV Darmstadt 98 als Funktionär im Vorstand tätig.

## Laufbahn als Fußballspieler
Kuhl spielte bereits in der Jugend beim SV Darmstadt 98, für den er später in der Amateurmannschaft im Erwachsenenbereich debütierte. 1981 rückte er ls Amateurspieler in die erste Mannschaft aus und galt als großes Sturm-Talent. Ab August 1982 absolvierte er nebenbei eine Ausbildung zum Bankkaufmann bei der Volksbank Darmstadt. Er debütierte am 20. November 1982 beim 2:1-Auswärtserfolg gegen den FSV Frankfurt in der 2. Bundesliga, als er in der 85. Spielminute für Rolf Dohmen eingewechselt wurde. In seiner ersten Spielzeit folgten 5 weitere Jokereinsätze, ehe er in der Saison 1983/84 Stammspieler wurde. Am 6. August 1983 gelang ihm beim 2:0-Heimsieg gegen Rot-Weiß Oberhausen sein erster Treffer für die Lilien in der 2. Bundesliga. In 31 Ligaspielen gelangen ihm in dieser Saison 15 Treffer, darunter ein Hattrick gegen den FC Remscheid. In der Saison 1984/85 folgten weitere 34 Zweitligaspiele und vierzehn Treffer an der Seite des etwas jüngeren Bruno Labbadia. Nachdem Kuhl im Januar 1985 seine Ausbildung abgeschlossen hatte, unterzeichnete er einen Profivertrag bei den Lilien. Auch in der Saison 1985/86 gelang Kuhl in 32 Zweitligaspielen eine Trefferanzahl von 13. Die beiden Darmstädter-Eigengewächse Kuhl und Labbadia trugen im Sturm mit 28 Treffern (zehn Treffer von Kuhl in 29 Spielen) maßgeblich zum Erreichen des vierten Platzes in der Zweitligasaison 1986/87 bei.
In der Spielzeit 1987/88 belegte Kuhl mit dem von Klaus Schlappner trainierten SV Darmstadt 98 hinter den Stuttgarter Kickers und dem FC St. Pauli den dritten Platz, nachdem Kuhl in 22 Zweitligaspielen achtmal traf. Anschließend trat er mit der Mannschaft um Mannschaftskapitän Oliver Posniak, Libero Karl-Heinz Emig, Dieter Gutzler und Tormann Rainer Berg in der Relegation zur Bundesliga gegen den SV Waldhof Mannheim an. Nach einem 3:2-Heimerfolg brachte er dabei im Rückspiel mit seinem Treffer zum 1:2-Endstand in der 88. Spielminute die Darmstädter in ein Entscheidungsspiel und machte diesen Treffer zu dem wohl wichtigsten in seiner Karriere. Auf neutralem Boden im Saarbrücker Ludwigsparkstadion ging das Spiel nach einem 0:0-Remis nach Verlängerung ins Elfmeterschießen. Dort verwandelte Kuhl zwar seinen Elfmeter, letztlich scheiterten bei zwei Mannheimer Fehlschüssen drei Darmstädter und somit wurde der Aufstieg verpasst.
Die Mannschaft konnte an den Erfolg nicht anknüpfen. In der Saison 1988/89 traf Kuhl in 32 Spielen siebenmal und die Mannschaft erreichte nur einen Platz im Tabellenmittelfeld. In der Spielzeit 1989/90 befand sich die Mannschaft sogar im Abstiegskampf, aber mit vier Toren in 15 Spielen trug Kuhl zum Klassenerhalt bei.
Nach acht Jahren als Stürmer für die Lilien verließ er den Verein und spielte danach ein weiteres Jahr in der Oberliga Hessen für den FSV Frankfurt. Mit 72 Toren in 204 Zweitligaspielen belegt er damit Platz 2 in der Vereinshistorie hinter Peter Cestonaro.

## Nach der Karriere
Noch während er für den FSV Frankfurt spielte, arbeitete er bereits ab dem 1. August 1990 wieder hauptberuflich als Bankkaufmann bei der Volksbank. Nach vielen Jahren im Filialbereich wechselte er dort von 2003 bis 2011 in den Firmenkundenbereich und seit 2006 ist er im Betriebsrat tätig für den er 2009 zum Betriebsratsvorsitzenden gewählt wurde. Seit 2012 ist er für diese Tätigkeit freigestellt.
Nach der abgewendeten Insolvenz und der Neuaufstellung in der Führungsebene des Vereins, wurde Uwe Kuhl anschließend zum bestellten Präsidiumsmitglied für den Nachwuchsbereich, den er seitdem mit dem Team des NLZ stetig weiterentwickelt. Zudem betreute er zeitweise die Traditionsmannschaft des Vereins und hielt dort viele gute Kontakte zu ehemaligen Teamkameraden.

## Privates
Kuhl ist verheiratet und Vater von zwei Kindern.